# Pycnoscelus micropterus
Pycnoscelus micropterus är en kackerlacksart som beskrevs av Hanitsch 1931. Pycnoscelus micropterus ingår i släktet Pycnoscelus och familjen jättekackerlackor. Inga underarter finns listade i Catalogue of Life.